# Crova
Crova (Cròva in piemontese) è un comune italiano di 356 abitanti della provincia di Vercelli in Piemonte.

## Storia

### Simboli
Lo stemma del Comune di Crova è stato riconosciuto con regio decreto del 24 giugno 1929.
(D.R. 24 giugno 1929)

## Società

### Evoluzione demografica
Abitanti censiti

## Cultura
Gli abitanti del paese si chiamano Crovatin nel dialetto locale, che è una variante della lingua piemontese ed è ancora molto diffuso. La vita sociale è gestita dalla Pro Loco di Crova APS. La festa patronale dei santi Pietro ed Eusebio è celebrata la seconda domenica di luglio.

## Economia
La sua economia si basa principalmente sull'agricoltura; il prodotto principale, tipico di tutto il Vercellese, è il riso. Infatti più del 95% della superficie agraria utilizzabile è coltivato con questo cereale.

## Amministrazione

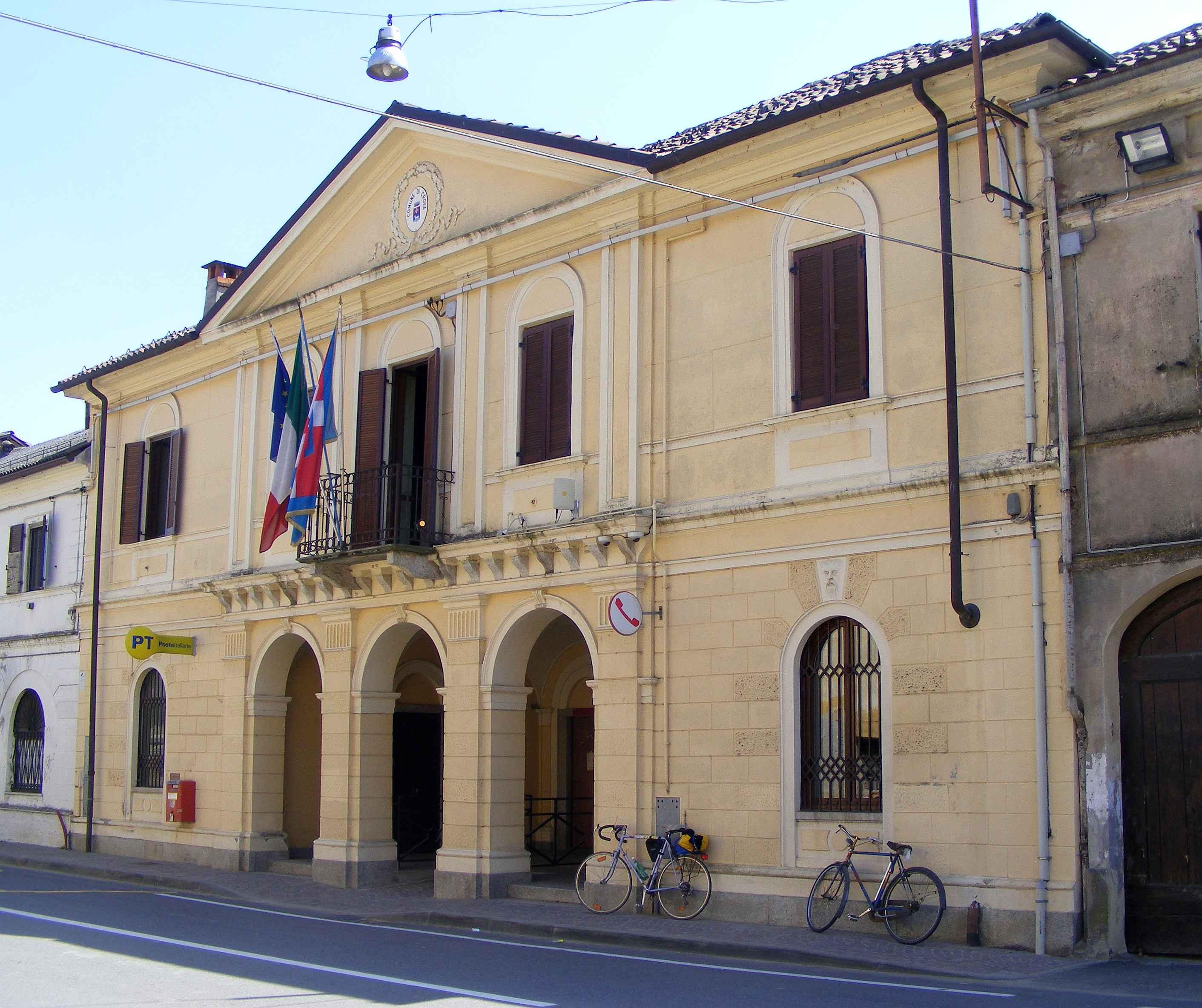
Il municipio

## Sport

### Calcio
L'A.S.C.R. Crova Calcio gioca nel campionato di Serie A del CSI della provincia di Vercelli.